# Judinornis nogontsavensis
Judinornis nogontsavensis — вид вимерлих птахів ряду Гесперорнісоподібні (Hesperornithiformes), що мешкав у кінці крейдяного періоду. Скам'янілості знайдені в скелях формації Немегт на півдні Монголії. Judinornis був членом Hesperornithes — нелітаючих зубастих морських птахів крейдяного періоду. Хоча його відносини до інших членів цієї групи недостатньо відомі, вид, напевно, був одним з базальних гесперорнісоподібних.

## Спосіб життя
Формація Nemegt не містить морських відкладеннь. Отже, і на відміну від своїх родичів, цей птах населяв лимани і річки, що протікали через посушливі землі континентальної Східної Азії до Тургайського моря.